# Лапина, Зинаида Григорьевна
Зинаи́да Григо́рьевна Ла́пина (27 декабря 1934, Москва — 16 ноября 2018, там же) — советский и российский историк, культуролог и китаевед; исследователь средневековой истории и культуры Китая.
Доктор исторических наук (1985), профессор, заслуженный профессор МГУ (2002), заведующая кафедрой истории Китая (1989—1993), заведующая лабораторией экологии культуры Востока (с 1993).

## Биография
Окончила среднюю школу с золотой медалью. Поступила на исторический факультет МГУ. В 1956 году образовался Институт восточных языков, и студентов-китаистов перевели в ИВЯ (ныне — ИСАА). Научным руководителем была Л. В. Симоновская. Окончив университет в 1957 году, З. Г. Лапина уехала в Китай, где в 1960 году окончила исторический факультет Пекинского университета.
В 1964 году защитила кандидатскую диссертацию «Политическая борьба в Китае в связи с проведением реформ в XI в.».
С 1964 года работала в ИСАА на кафедре истории Китая. В 1972—1974 годах проходила стажировку в Наньянском университете в Сингапуре. В 1977, 1979 годах читала лекции в Карловом университете (Прага).
В 1985 году защитила докторскую диссертацию «Учение об управлении государством в средневековом Китае». В 1989—1993 годах была заведующей кафедрой истории Китая. С 1993 года возглавляла лабораторию экологии культуры Востока. С 1990 года — профессор. С 2002 года — Заслуженный профессор МГУ.

## Научная деятельность
Сфера научных интересов — проблемы истории и культуры средневекового Китая, изучение культуры Востока, экологическое осмысление наследия Конфуция.
В монографии «Политическая борьба в средневековом Китае (40-70 гг. XI в)» (1970) характеризуются формы и методы политической борьбы в Китае в XI в., программы реформаторов и их идейных оппонентов. Автор рассматривает взгляды ранних реформаторов, анализирует причины поражения этой идеологии, освещает реформы фискальной администрации Ван Аньши, неоднозначно оцениваемые в мировой историографии, проект Фань Чжуняня и его сторонников.
В издание «Учение об управлении государством в средневековом Китае» (1985) входят авторское исследование о специфике политической мысли средневекового Китая, перевод трактата Ли Гоу «План обогащения государства, план усиления армии, план успокоения народа» (XI в.) и комментарии к нему. Трактат Ли Гоу впервые переводится на европейские языки, это сочинение, посвященное решению проблем управления на основе конфуцианских канонов.
В последние десятилетия З. Г. Лапина отошла от синологии. Под влиянием идей мужа, К. И. Шилина, доктора социологических наук, ведущего научного сотрудника лаборатории «Экология культуры Востока» Института стран Азии и Африки МГУ её публикации приобрели культурологическую религиоведческую направленность.

## Основные работы
- Политическая борьба в средневековом Китае. (40-70-е годы XI в.). М.: Наука, 1970. 307 с.
- История Китая с древнейших времен до наших дней. — М.: Наука. Главная редакция восточной литературы, 1974. — 534 с. (в соавт.)
- Учение об управлении государством в средневековом Китае: [трактат «План обогащения государства, план усиления армии, план успокоения народа» Ли Гоу] / Отв. ред. М. В. Крюков. М.: Наука, 1985. 384 с.
- История стран Азии и Африки в средние века. Ч. 1-2. М., 1987. (соавт. Л. В. Симоновская)
- Ли Гоу; Сыма Гуан; Цзин Цзи // Китайская философия. Энциклопедический словарь. М.: Мысль, 1994. С. 170—171, 291—292, 415—416.
- История Китая: учеб. для студентов вузов, обучающихся по ист. спец. / Л. С. Васильев, З. Г. Лапина, А. В. Меликсетов, А. А. Писарев / под ред. А. В. Меликсетова. М.: Изд-во Моск. ун-та, 1998. 731 с.
- Искусство властвовать (пер. трактата Ли Гоу (1009—1059) и автор предисл. — Лапина З. Г.). План обогащения государства. План усиления армии. План успокоения народа. М.: Белые альвы, 2001. 288 с.
- Экологическое воспитание — творческая индивидуальность будущего / З. Г. Лапина, Чжоу Хун, К. И. Шилин. М.: Нефть и газ, 2002. 254 с.
- История религий. М.: Высшая школа, 2005. 306 с.
- Основы религиоведения. М.: Высшая школа, 2005. 508 с.
- Ли Гоу (XI в.). Искусство властвовать / пер. с кит. и примеч. З. Г. Лапиной. М.: Бизнеском, 2011. 284, [1] с.
- Религиоведение: учебник для бакалавров. М., 2015. (коллектив авторов)
- Памяти учителя. К 115-летию со дня рождения профессора МГУ Л. В. Симоновской (1902—1972) // Ломоносовские чтения. Востоковедение. Тезисы докладов научной конференции. 2017. С. 315—316[7].